# Pixel Watch

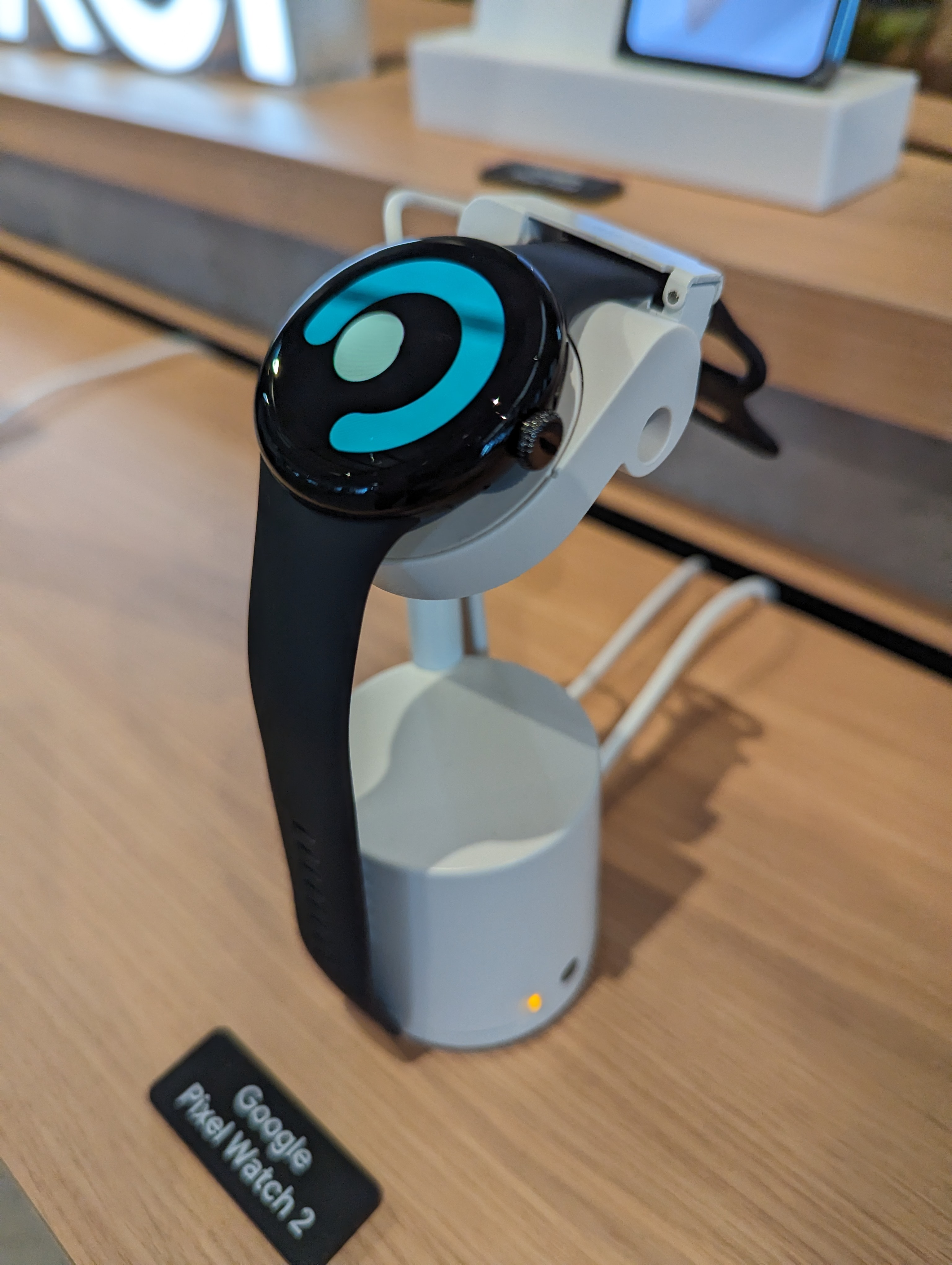
Pixel Watch 2

O Pixel Watch é um smartwatch Wear OS projetado, desenvolvido e comercializado pelo Google como parte da linha de produtos Google Pixel. Apresentado pela primeira vez em maio de 2022 durante a palestra inicial do Google I/O, ele apresenta uma tela redonda em forma de cúpula, bem como forte integração com o Fitbit, que o Google adquiriu em 2021. Dois smartwatches da marca Pixel estavam em desenvolvimento no Google em julho de 2016, mas foram cancelados antes de seu lançamento devido às preocupações do chefe de hardware Rick Osterloh de que não se encaixavam bem com outros dispositivos Pixel. O desenvolvimento de um novo relógio da marca Pixel começou logo após a aquisição da Fitbit pelo Google.
O Pixel Watch foi anunciado oficialmente em 6 de outubro de 2022, no evento anual Made by Google, e foi lançado nos Estados Unidos em 13 de outubro.

## História

### Fundo
Em julho de 2016, o Google estava desenvolvendo dois smartwatches, com os codinomes "Swordfish" e "Angelfish", que seriam movidos pelo sistema operacional Android Wear e deveriam ser lançados sob a marca Nexus. De acordo com o Business Insider, esses relógios foram cancelados antes do evento de lançamento Made by Google de 2016 devido a preocupações do chefe de hardware do Google, Rick Osterloh, de que eles não sincronizavam bem com os novos dispositivos Pixel da empresa; os smartwatches foram eventualmente "recuperados" pela LG e lançados como LG Watch Style e LG Watch Sport em fevereiro de 2017. O Android Wear foi renomeado como Wear OS em março de 2018. Em agosto, o diretor de engenharia do Wear OS, Miles Barr, dissipou os rumores de que a empresa planejava lançar um smartwatch da marca Pixel naquele ano.
Em janeiro de 2019, o fabricante de relógios inteligentes Fossil Group concordou em vender parte de sua propriedade intelectual sobre a tecnologia de relógios inteligentes para o Google por US$ 40 milhões, bem como transferir uma parte de sua equipe de pesquisa e desenvolvimento. Em novembro, o Google anunciou que compraria a Fitbit, fabricante de smartwatches e rastreadores de fitness, por US$ 2,1 bilhões, que Osterloh afirmou que abriria o caminho para wearables desenvolvidos pelo Google. A aquisição foi concluída em janeiro de 2021, após uma investigação prolongada do Departamento de Justiça dos EUA, com o Fitbit absorvido pela divisão de hardware do Google. O co-fundador da Fitbit, James Park, foi posteriormente nomeado chefe da divisão de wearables do Google. Durante a palestra principal do Google I/O de 2021 em maio, o Google anunciou o Wear OS 3, uma versão do Wear OS desenvolvida em conjunto com a Samsung e a Fitbit, que incorpora elementos do sistema operacional Tizen do primeiro.

### Desenvolvimento e lançamento
Em outubro, Osterloh revelou que o Google e a Fitbit estavam desenvolvendo um smartwatch com Wear OS. Dois meses depois, o Business Insider relatou que um smartwatch da marca Pixel com o codinome "Rohan" estava sendo planejado para lançamento em 2022, apresentando um design redondo sem moldura, integração com Fitbit, pulseiras de relógio proprietárias e recursos de rastreamento de saúde. Evidências desenterradas naquele mês indicavam que o relógio seria alimentado pelo sistema em chip (SoC) Exynos da Samsung ou pelo próprio chip Tensor do Google, o último dos quais estreou recentemente na linha de smartphones Pixel 6 da empresa.